# Wetlook
 (avril 2013).
Note : Le nom commun wetlook étant plus exhaustif et bien plus courant que wet, wetfun ou phat dipping, c'est le premier que nous utiliserons comme terme générique dans cet article Wikipédia. Ceci ne remet pas en cause l'existence des autres termes.

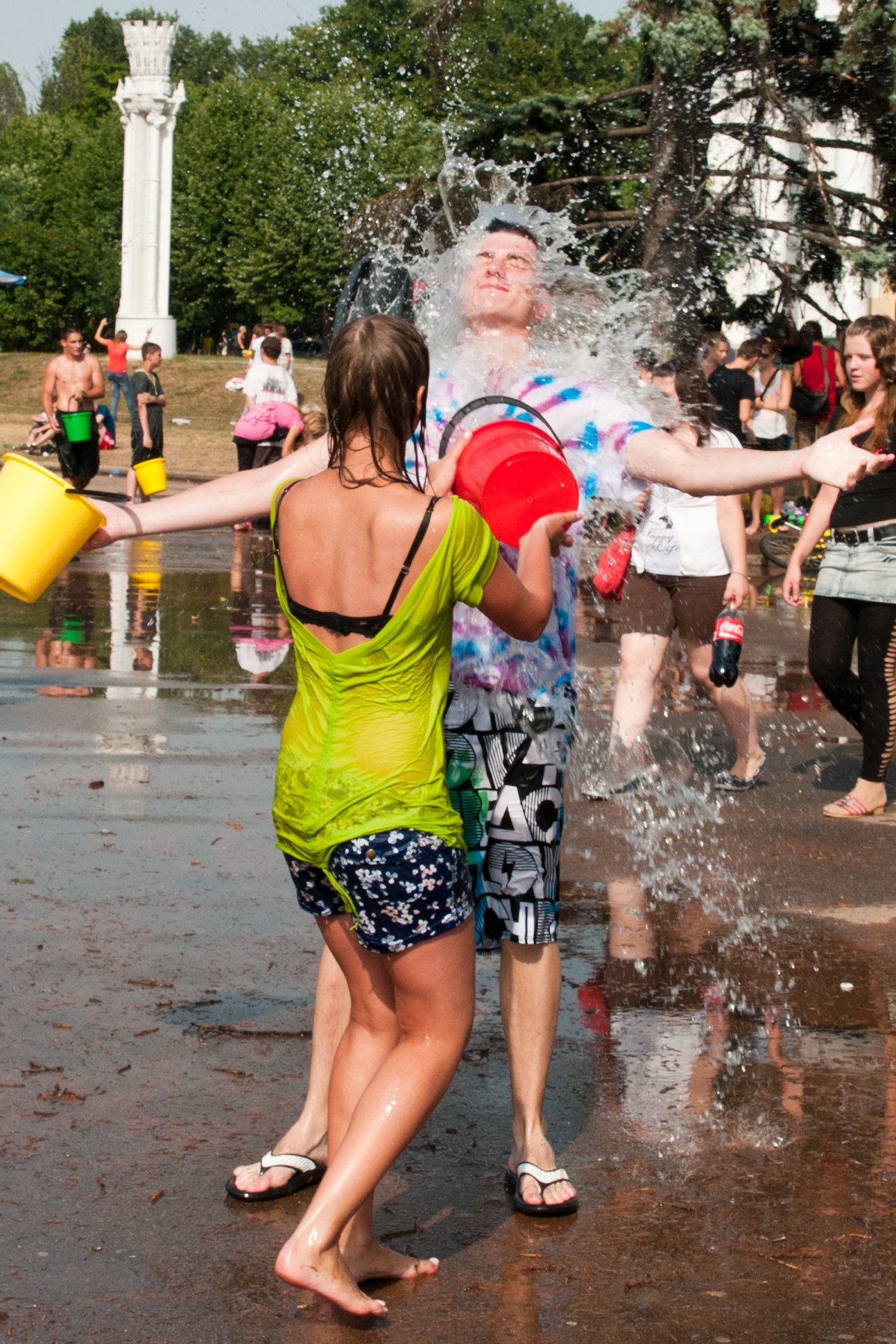
Une bataille d’eau à Moscou (été 2010).

Le wetlook consiste à aimer se baigner ou doucher habillé, et de manière plus générale à apprécier le port de vêtements mouillés, dans l’eau ou en-dehors. 
Dans le monde occidental, où les maillots de bain sont souvent moulants et peu couvrants, le wetlook peut être vu comme un loisir régulier ou occasionnel, une bizarrerie ou du fétichisme, bien qu'il puisse objectivement procurer détente voire confiance en soi. Le wetlook peut se pratiquer de multiples manières, et, de fait, de nombreuses personnes en apprécient une ou plusieurs formes sans nécessairement savoir qu’un terme les recouvre.

## Vocabulaire
Dans la communauté des wetters (littéralement « celles ou ceux qui se mouillent »), il n'existe pas de terme générique faisant consensus pour désigner ce goût pour les activités aquatiques « pratiquées habillé », voire dans une tenue complète de tous les jours (incluant chaussures, blouson…). Les deux ou trois expressions suivantes existent, mais ne sont pas synonymes. 

### Phat dipping

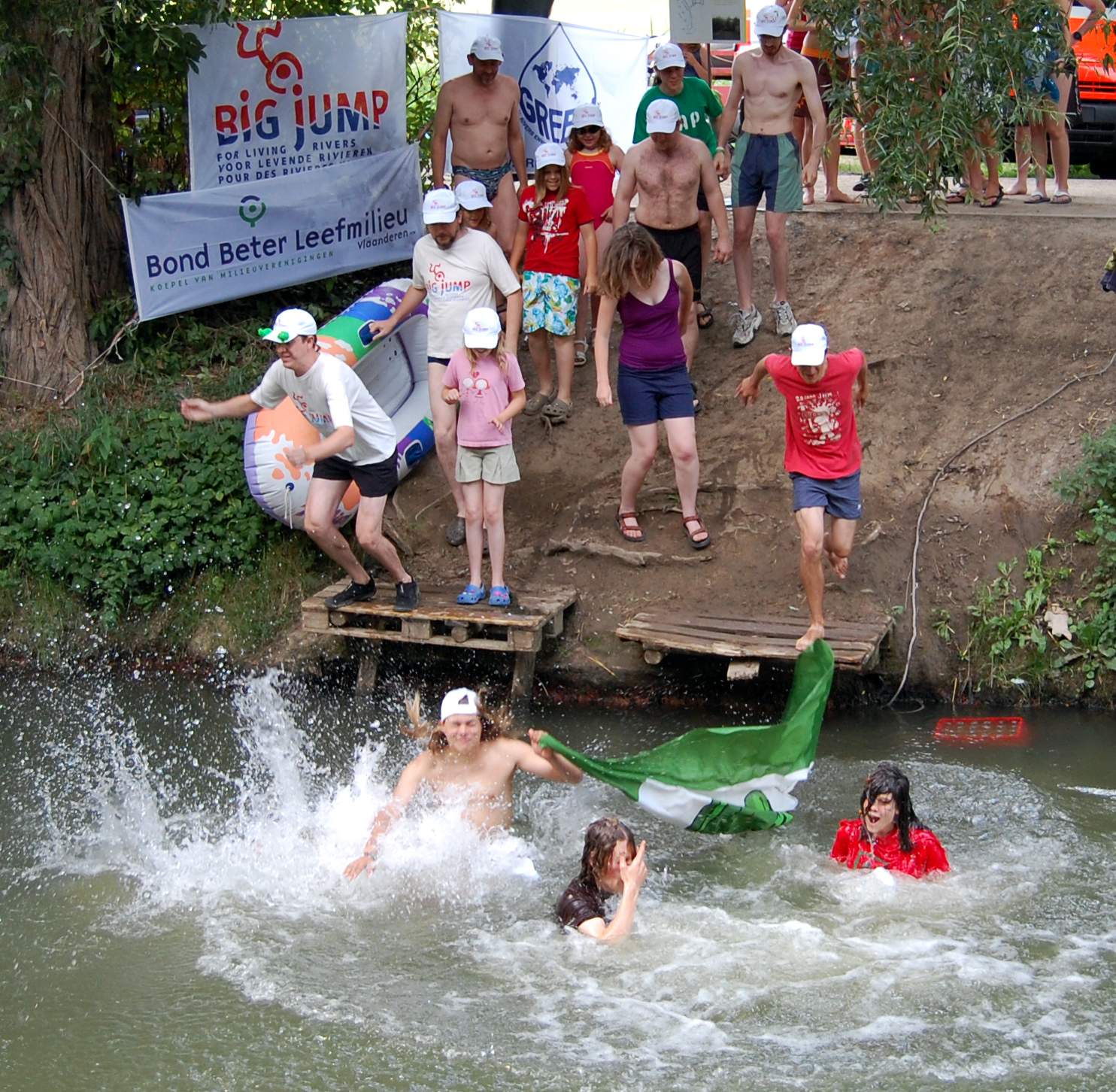
Saut habillé dans une rivière, Belgique.

Ce terme, signifiant littéralement « immersion sexy », vient d'un son de rap américain dont le clip de Rhett McLaughlin et Link Neal, sorti le 24 mars 2009 sur YouTube, montre des gens sautant habillés dans une piscine. Le texte de « Phatdippin’ Rap » fait aussi référence et incite les gens à se jeter à l'eau avec leurs habits plutôt qu'un maillot de bain. Le néologisme s'est popularisé notamment aux États-Unis d'Amérique grâce au jeu-concours organisé lors de la sortie du morceau pour sa promotion. Le duo de rappeurs invite les internautes à en faire leur propre version, ce qui a mené à de très nombreuses vidéos où des quidams se filment en train de sauter ou plonger habillés dans une piscine, un jacuzzi… Depuis, l’expression « phat dipping » fait référence au plaisir de sauter ou plonger (tout) habillé. Le sens de phat dipping semble relativement restreint à l'action d'aller dans l'eau, excluant les batailles d'eau, nage, baptême, douche…

### wetlook(ouwetfun)
Littéralement « aspect mouillé » ou « apparence humide » pour le premier. Son sens est beaucoup plus large et inclusif que phat dipping (bain, nage…) mais apparaît comme ambiguë. 
La vue de vêtements collant à la peau ou le fait d’être mouillé et habillé à la fois provoque des frissons ou une excitation sexuelle chez certaines personnes. (Lire le chapitre dédié sur la connotation sexuelle.) Il s'agit d’une conception fétichiste, d’un point de vue sur le wetlook qui n’est pas partagé par la majorité des personnes aimant simplement nager ou s’amuser en étant habillé,,. Les loisirs aquatiques ne peuvent être réduits au plaisir sexuel que certaines personnes ressentent, il n’y a pas d’amalgame possible. 
Sur le Web, le mot wetlook est ainsi associé à cette vision partielle (et donc partiale) du wetlook, si bien que de nombreux sites ou personnes utilisent d’autres expressions pour faire référence à cette occupation, telles : 
- des allusions ou traductions en langues étrangères : 
  - wet clothing (« habillement humide »)[5], nasse Klamotten (« vêtements mouillés »)[8] [réf. souhaitée],
  - getting wet with (all) clothes (on) (« se mouiller avec (tous) ses vêtements (sur soi) »)
  - ou « nager habillé » sous différentes formes : zwemmen met kleren (an) (néerlandais), (mit) Klamotten baden (allemand), swimming with clothes (anglais)… ;
- ou encore des termes génériques :
  - wet : initialement adjectif qualificatif (littéralement « mouillé » ou « humide »), il est aussi employé en français comme nom commun pour désigner ce loisir des bains ou immersions habillées, mais sans côté fétichiste ni par procuration (en se projetant via d'autres personnes). Le wet, c'est juste se tremper soi-même ou à plusieurs et aimer cela, mais le plaisir vient des sensations ressenties pour soit, pas en regardant d'autres personnes (contrairement au mot « wetlook » qui lui désigne souvent le goût de voir d'autres personnes se mouiller dans leurs vêtements)[9].
  - wetfun (contraction en un seul mot de « amusement humide ») : synonyme du wet dans le sens du simple plaisir personnel ou collectif des habits mouillés ou nage habillée sans que le plaisir ressenti ne vienne de la vue d'autres personnes trempées dans leur tenue, ni ne devienne sexuel. Un hobby anodin et tout-public comme un autre.

De plus, certains adeptes n'utilisent entre amis pas de terme générique pour désigner leur passion, mais peuvent utiliser des termes plus spécifiques pour évoquer leurs rendez-vous, tels que pool party (demi-journée consacré à la baignade habillée en piscine).

### Autres mots relatifs au wetlook
- walker (littéralement « celui ou celle qui marche ») : adepte qui aime se mouiller lentement.
- jumper (littéralement « celle ou celui qui saute ») : adepte qui aime se mouiller rapidement ou de manière non voulue ou non méritée (se faire pousser à l'eau).
- stay-wet (littéralement « celui ou celle qui reste mouillé(e) ») : adepte qui garde les vêtements mouillés sur lui ou elle une fois sorti(e) de l'eau.
- get-wet (littéralement « celle ou celui qui mouille ») : adepte pour qui la manière et les conditions de se mouiller sont très importants, le plongeant dans une profonde émotion[10],[8].

## Dans la culture populaire

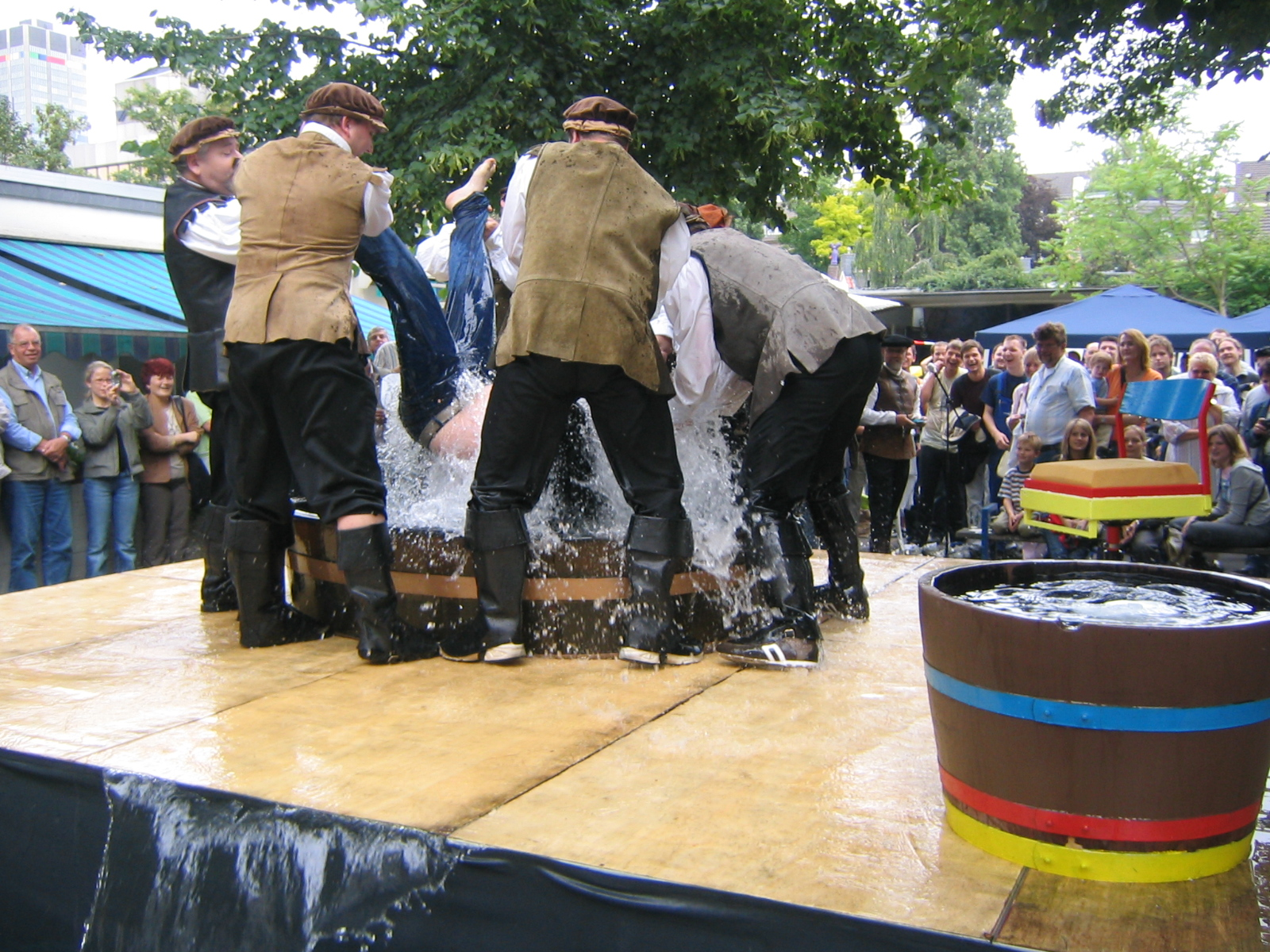
Gautschfeier (baptême public traditionnel dans l'édition allemande).

Certaines personnes aiment se jeter à l’eau tout habillées à l’occasion d’événements : dernier jour d’école, fête nationale, mariage, victoire sportive… ou encore défiées par un ami, par jeu, par « délire » ou par ivresse. 
Jeter quelqu'un à l’eau contre son gré est aussi parfois vu comme un jeu, une manière de faire une blague, de jouer, de taquiner, d'embêter voire de punir. Cela peut être ressenti comme une agression physique ou à l'inverse comme une pratique amusante ou amicale. Des écoles, universités ou club d’étudiants pratiquent ce « baptême » lors de séances d'intégration ou de bizutages. Certains corps de métiers l'intègrent à leurs coutumes, tels les pilotes d’avion civil ou militaire (après le premier vol en solo) ou les sapeurs-pompiers[réf. nécessaire]. C’est également une tradition dans l’industrie papetière et de l’édition en Allemagne[réf. nécessaire]. 
En été, les pompiers et sauveteurs utilisent parfois la lance à incendie pour asperger le public lors d’un concert ou autre manifestation, afin de le rafraîchir et le divertir[réf. nécessaire]. Plusieurs parcs de loisirs proposent de se faire asperger dans divers attractions aquatiques : radeaux éclaboussants sur rivière agitée, passage d’un bateau chutant le long d’un toboggan qui créé une gerbe de plusieurs mètre de hauteur,… Dans le Sud de la France existent les animations dites « Toro Piscine » : dans une arène de taureaumachie est placé un petit bassin rempli d'eau. Des jeunes gens courrent autour, devant, ou excitent une vachette, en essayant de ne pas poser le pied dans la piscine centrale, mais s'y réfugient parfois en s'y immergeant totalement. 

### Dans les médias
Certaines publicités utilisent l’imagerie du wetlook, à commencer par l’industrie textile : vêtement collant à la peau ou qui change de couleur une fois détrempé, muscles saillants grâce au « moulage », jeu de reflets avec l’eau et la lumière, exploitation du statut de « victime » d’une personne tombée à l’eau (pathos, pitié) ou courage d’une personne qui y saute (pour sauver quelqu’un) et en ressort comme blessée, fatiguée, mal à l’aise à cause d’une tenue moins soignée, moins confortable, qui lui donnera froid…
Plusieurs jeux télévisés incluent ou reposent sur des épreuves dont les participants tombent à l’eau en cas d’échec : Intervilles, le Bigdil, ter Land, ter Zee en in de Lucht (depuis près de 40 ans).

## Aspects culturels

### Pays-Bas

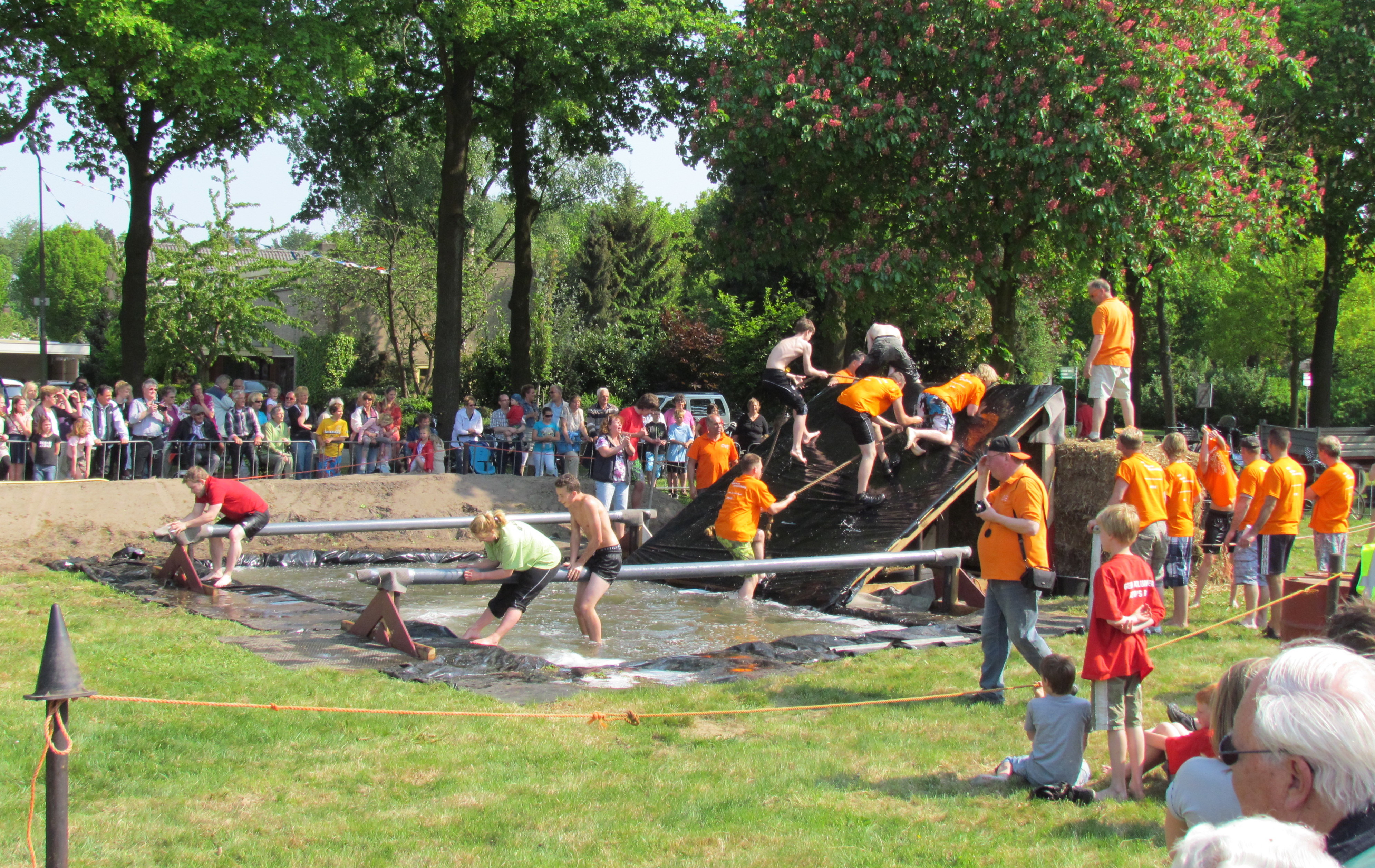
Jeux durant la Fête de la Reine.

Les opportunités de se trouver à l’eau ne manquent pas dans ce pays qui est l’un des rares dont le territoire est partiellement situé sous le niveau de la mer. Le pays est parcouru de canaux, de petites mares, de lacs, de rivières. Quand il fait froid, les gens font du patinage sur la glace naturelle.
De nombreux divertissements ou sports autour de l’eau ont lieu tout au long de l’année : Sprietlopen (franchir un cours d’eau en équilibre sur une poutre), Koninginnedag (fête de la Reine) [réf. souhaitée], Overvliegen [réf. souhaitée] (franchir un obstacle haut), Tonnetjesteken [réf. souhaitée] (viser et renverser un tonneau d’eau sur soi), Spuitvoetbal [réf. souhaitée] (pousser un ballon avec un jet d’eau)…
Certaines activités semblent réservées aux enfants ou adolescents : Balkvechten [réf. souhaitée] (duel sur une poutre, à mains nues ou avec un sac), Jeugdsurvival [réf. souhaitée] (parcours d’obstacles flottant), Vlottentocht [réf. souhaitée] (radeau sur une rivière)… 
Les certificats néerlandais de natation sont adaptés pour pouvoir secourir quelqu’un en pleine rue, donc tout habillé. Il y a plus d’accidents liés à l’eau simplement parce qu’il y a plus d’eau. La société s’est adaptée, et les maîtres-nageurs aussi.
Il existe aussi les Schuimfuif [réf. souhaitée] (« soirée mousse »), terme aussi utilisée en Belgique. La mousse mouille car elle contient de l’eau. Ces fêtes intègrent parfois des piscines hors-sol gonflables peu profondes (inflatable pool en anglais) pour se rincer ou s'y immerger. 

### États-Unis

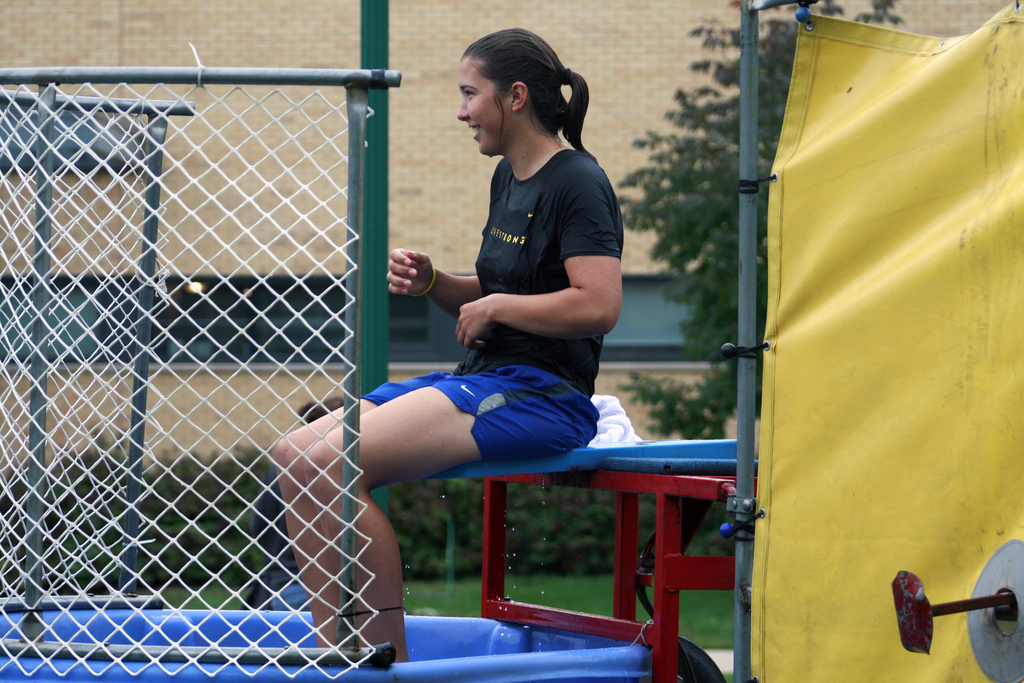
Femme sur une planche de dunk tank.

Un jeu populaire est celui du dunk tank (littéralement le « réservoir où l’on y submerge quelqu’un ») : une personne volontaire est assise sur un siège suspendu au-dessus d’une cuve remplie d’eau (environ 1 m de diamètre ou de côté, pour 1,3 m de haut). Il faut lancer une balle contre une cible, reliée à un mécanisme qui lâche la chaise ou planche et fait tomber la « victime consentante » dans la cuve. Une petite échelle lui permet de sortir ou de remonter sur la planche.
Le mécanisme est aussi actionnable manuellement, pour se rincer d’une soirée mousse ou le simple plaisir de se faire « dunker » par exemple (c'est-à-dire se laisser tomber dans l’eau, s’y laisser plonger par un tiers). Le dunk tank est utilisé entre autres pour la collecte de fonds et le divertissement télévisé. Dans tous les cas, la personne volontaire est directement exposée aux yeux du public, car placée en hauteur, à part un grillage qui la protège des balles mal lancées.

### Autres zones géographiques occidentales
Au Danemark et surtout en Allemagne, le wetlook bénéficie du statut de mouvement culturel. Des groupes de rencontres ou associations organisent des événements. La beachparty annuelle de fin d'été à Borgentreich (Rhénanie-du-Nord-Westphalie), constitue un événement majeur pour les wetters, certaines personnes parcourent des centaines de kilomètres pour y participer. Des événements similaires ont lieu régulièrement. 
Le lundi de Pâques en Pologne, les femmes de tout âge se font asperger d'eau par les hommes et les garçons, selon la tradition dite Śmigus-dyngus[réf. souhaitée]. 
En Espagne, tradition annuelle de la fête de l’eau.

### Autres zones géographiques
Dans les pays d'Asie du Sud-Est de tradition theravāda, le Nouvel An bouddhiste est l’occasion de s’asperger mutuellement d’eau et parfois de talc, en signe de respect, de bénédiction. Les occidentaux appellent cela « Fête de l’Eau » (article anglophone : Water Festival), bien que cette tradition soit souvent associée au terme thaï สงกรานต์ (Songkran) [réf. souhaitée].

## Confiance en soi et santé mentale
Dans la culture occidentale, nager habillé(e) est souvent interdit dans les lieux publics et considéré socialement comme anormal, incorrect, non conformiste ou comme un hobby ridicule… Affirmer que l’on aime ou pratique le wetlook, défier ou transgresser cet « interdit » social, améliore la confiance en soi. Expérimenter le wetlook permet de découvrir de nouvelles sensations, ce qui est stimulant pour le cerveau, car cela fait sortir de la routine.

Par ailleurs, la pratique de la baignade habillée contribue à une acclimatation à la submersion accidentelle (c’est-à-dire tomber à l’eau sans l’avoir voulu) et donc à réduire le risque de noyade. 

## Une branche fétichiste
Sur Internet, les moteurs de recherche renvoient le plus souvent à des sites ou documents montrant des femmes habillées toutes mouillées, prenant des poses suggestives ou lascives,. De nombreux sites web commerciaux vendent des galeries de photos ou vidéos de ces shootings. Il existe aussi quelques sites commerciaux tout public. (Lire plus loin le chapitre dédié sur l'activité économique autour du wetlook.) Certaines personnes considèrent le wetlook comme une forme de fétichisme, à rapprocher de l’aquaphilie, de la salirophilie, du fétichisme des vêtements moulants ou de celui des pieds, chaussettes ou baskets… Certaines personnes ressentent de l’excitation à la vue de personnes en vêtements trempés ou se baignant tout habillées. L’excitation peut aussi être ressentie en se mouillant soi-même tout(e) habillé(e), quel que soit le contexte : douche, bain, nage en eau libre ou vive… 
Le mot wetlook peut aussi être interprété comme la branche érotique du phat dipping, un peu à la manière du yiff qui est l'art érotique du fandom furry.

## Pratiques ou loisirs apparentés

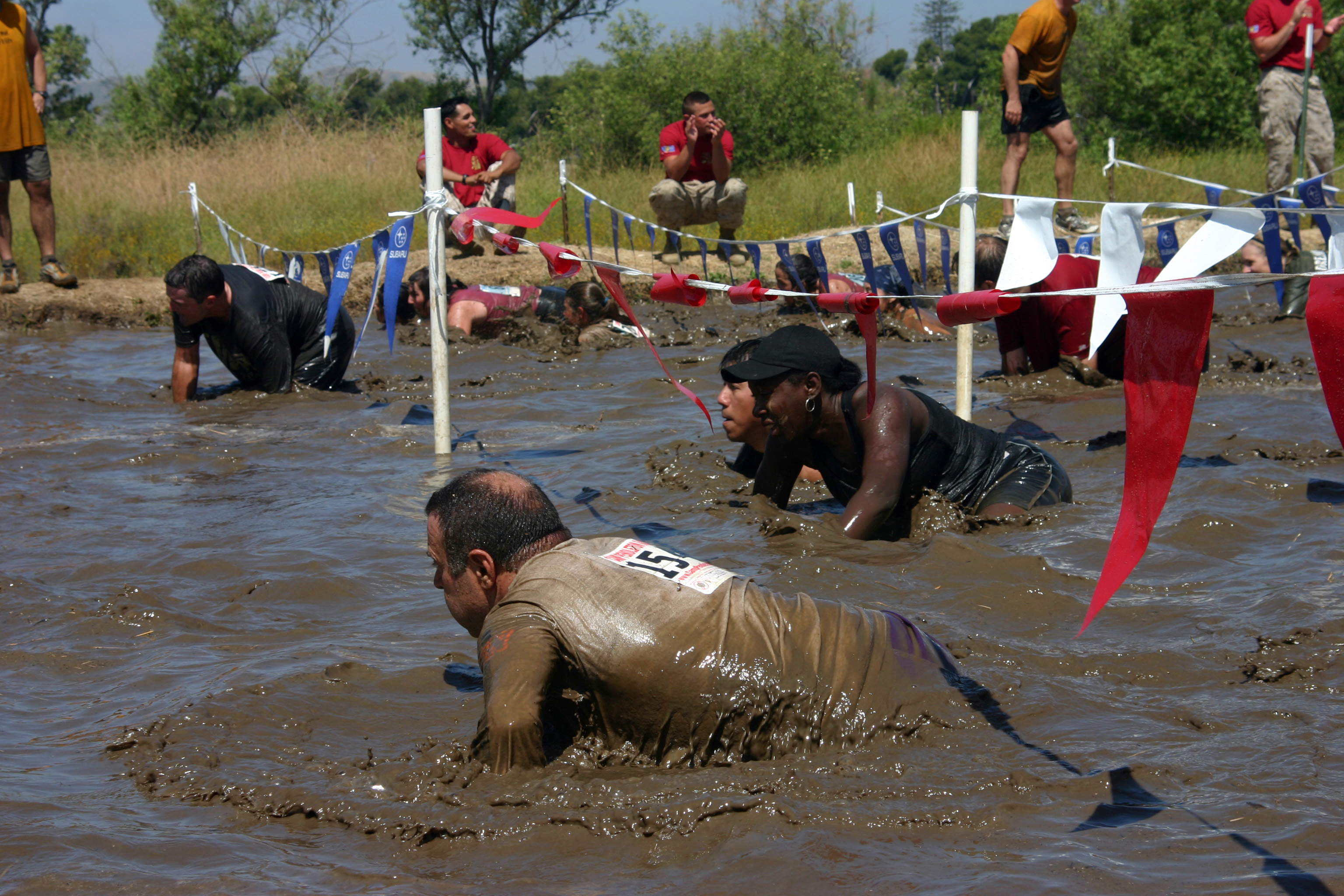
Un bassin de « terre liquide », obstacle typique d'un « mud run ».

Certaines activités ou événements s’apparentent au wetlook, à la manière de courants, branches ou variantes : 
- Gunge, littéralement « produit visqueux » : se faire verser ou s’immerger dans d’autres liquides (slime…).
- Wet and messy (WAM), littéralement « mouillé et salissant » : se faire renverser, étaler, des produits alimentaires sur sa peau nue ou habillée[10] (article anglophone wet and messy fetishism).
- Activités sportives impliquant la boue : 
  - Mud run (course d’obstacles dont plusieurs sont basés sur des tranchées remplis d’eau ou de boue),
  - Sliksleeën (ramper ou surfer dans la boue à marée basse),
  - Modderboard (descendre une pente boueuse sans surf, juste à pieds)…

## Unbusiness
Sur le Web, plusieurs sociétés vendent des images ou vidéos d'amateurs ou mannequins pratiquant le wetlook. Il s’agit souvent de mises en scène puisque, dans le cadre de shooting de couples, une même personne change de partenaire d’une série de photos à l’autre. Il y a deux écoles : les sites vendant du contenu érotique et ceux visant le grand public qui vendent des images soft, convenables à tous les publics. Ce dernier point est parfois précisé explicitement, pour lever tout doute quant à la nature précise du public visé par l'éditeur,.
Ces sites sont généralement « genrés » : ils ne vendent « que » des photos d’hommes 
, ou « que » des photos de femmes
,
,,. Cette orientation éditoriale n'est d'ailleurs pas l'apanage des sites commerciaux, elle se trouve aussi dans les sites non commerciaux ou personnels,. 
Au Royaume-Uni, la société Gunjee UK propose la location de matériel type dunk tank, piscine hors-sol gonflable, générateur de mousse… Elle diffuse aussi sur son site Web de très nombreuses photos et vidéos de ces événements. 
Aux Pays-Bas, les Poldersport[réf. souhaitée] sont des parcours d'obstacles posés ou suspendus-au-dessus de l'eau. Ils se vivent comme des sorties de groupe entre amis, en famille ou pour des séminaires d'entreprise.